# たけしの挑戦状
『たけしの挑戦状』（たけしのちょうせんじょう）は、1986年（昭和61年）12月10日にタイトーが発売した、ビートたけし監修のファミリーコンピュータ用ゲームソフト。会社員である主人公が南海の孤島に眠っているという財宝を探しに行くという内容で、パッケージや取扱説明書に書かれていないがゲーム内では「ポリネシアンキッド 南海の黄金」というサブタイトルが付けられている。また、パッケージではタイトルロゴの上に「ビートたけし作」と記されており、任天堂の公式サイトでは『ビートたけし作 たけしの挑戦状』を正式タイトルとしている。
雑誌『ファミコン通信』でのクソゲーランキングでも1位を獲得するなど、攻略本なしではクリア困難なゲーム内容から、「クソゲーの代名詞」として語られることがある。

## ゲーム内容
当時ファミコンに熱中していたビートたけしの「今までにない独創的な発想を入れたい」という意図が反映され数々の斬新な内容が盛り込まれている。

### システム
ゲームシステムはサイドビューのアクションゲームだが、ストーリーはアドベンチャーゲームのように選択肢によって進行していくため、ジャンルとしてはアクションアドベンチャーゲームと言える。また一部シーンにはシューティングゲームも含まれている。
日本の都市部、およびそこにある街が舞台だが、具体的な場所やそのモチーフはほとんどない。主人公は町に住む貧しいサラリーマンである。台詞は暴力的な言葉遣いが多く、店や事務所などの看板は極道的な内容である上、路上にはヤクザが彷徨き、さまざまな敵対的なキャラクターが主人公に攻撃してくるが、逆に主人公が一般人を含むキャラクターを攻撃することも可能である。
日本にいる時はバーでテキーラを飲むこと、ひんたぼ島では宿泊する（部屋を選ぶことができ、回復できる量も異なる）ことによって体力が回復する。所持金は通行人を倒したり、特定の条件を満たすと手に入る。その他にコース中のある決まったところでしゃがめば、ハートが現れるのでそれでも回復できる。また、ライフがなくなっても復活できる裏技も存在する。
BGMの種類は少なく、メインテーマがエンディングまで含めたゲーム内のほぼ全編に渡って絶え間なく流れ続けている。

### マイク機能
このゲームは2Pコントローラのマイク機能を様々な場面で使う。主なものとして、カラオケをしたり、裏技として、
- パチンコの最中にIIコントローラーのマイクで「でねぇぞ」と叫ぶ
- 宝の地図を読み込む際に「水に浸してから5分経過後から10分経過する前に、または日光に1時間以上さらしてからIIコントローラのマイクに向かって『出ろ!!!』と叫ぶ」

など通常では思い付き難い操作が要求される。また、住人に話しかけることもでき、稀にヒントを貰えることがある。
ただし声を判定しているわけではないため、「マイクに音が入力されている」状態なら同じように判定される。

### カラオケ
スナックのカラオケで実際に2Pコントローラーのマイクを使って歌い高評価を得ないと進めないイベントがあるが、コントローラー操作でマイク機能を代替することができる。なお、マイクで音を判別しているとはいえ、後のゲームのように音声認識であったり、音程を判別する機能はないために、実際に歌唱力がなくともメロディの部分で息を吹きかけるだけで歌ったことになる。そのため、判定は曖昧であった。
カラオケ曲のレパートリーは5ジャンル/計25曲あるが、実際に歌えるのは『えんか/あめのしんかいち』、『どうよう/はとぽっぽ』、『みんよう/おきなわゆんた』、『ぽっぷす/ねこにゃんたいけん』の4曲のみで、それ以外の曲は選択しても「その曲はありません」と断られる（『みんぞくおんがく』のジャンルに至っては、歌える曲が1曲も無い）。「はとぽっぽ」以外の3曲は、いずれもこのゲームのオリジナル曲である。「あめのしんかいち」はこのゲームのCMでたけしによって歌唱された。

### ゲームオーバーについて
このゲームはゲームオーバーの画面が「主人公の葬式」になっている。ただし、ライフがなくなる以外にもゲームオーバーとなるイベントが非常に多い。以下にその例を示す。
- 飛行機の行き先を間違える（南太平洋以外のルートを選ぶ）または宝の地図を持っていない状態で南太平洋に向かうと、乗っていた飛行機が突然爆発し「てろか? じこか? りょかっきは なぞの くうちゅうばくはつを とげた」と表示される。[7]
- ひんたぼ島より先の島に行く時にハンググライダーを使ってシューティングをする場面がある。
  - 鳥やUFOなどの敵、陸地の山に接触するとゲームオーバーとなる。
  - リゾートセンターでハンググライダー以外に飛行機・熱気球・船・スキューバダイビングといった他の手段も選べるが、着陸などができないため結局クリア不可能である[4]。
  - シューティングの際に一番目の島に着陸する。ゲームオーバーの画面が表示されるわけではないが、何もすることができず、戻ることもできないため実質的に詰みであり、リセットするか電源を切るしかない。
- 原住民の家で釜に入れられ、「しゃみせんをひく」「とびかかる」以外を選択してしまうと釜茹でにされる。この時に「しゃこうだんすをおどる」を選択すると、「きにいった むすめをもらって このむらに すんでくれ」と原住民の娘との結婚を勧められ、その後「さようならーーーーーーー」「りせっとぼたんをおしてください」と表示される。この場合は通常のゲームオーバー画面は表示されないが、リセットするか電源を切る以外全ての操作ができなくなるため事実上ゲームオーバー（バッドエンド）である。
- 「妻に離婚届を出す」「会社に退職届を出す」「地図を渡した老人を倒す」「カルチャーセンターで様々な技能を修得する」などの条件を満たさずにゲームを進めると、ひんたぼ島から島にたどり着けない、ハンググライダーでたどり着いた島で突然妻または社長が現れて日本に強制送還される、宝の山の前で尾行してきた老人にエンディング直前の宝の山の前で「ははは ばかなやつめ おまえのあとをつけてきたのだ たからはわしのものだ しねっ」と宝を横取りされて、ゲームオーバーになるなどゲームをクリアできなくなる。
- こんてにゅうやでパスワードを入力する以外に「おやじをなぐる」を選択すると、おやじが「ぎゃー ひとごろしーー」と叫び、ライフが突然ゼロになって気絶し、また間違ったパスワードを入力すると「ぱすわーどがちがいます」と言われたとたんに気絶してしまい、即ゲームオーバーとなる。

### パスワード
タイトル画面で右に進んだ先にある「こんてにゅうや」で平仮名・数字・記号で構成された20桁のパスワードを入力することで、ゲームをある程度進めた状態で始めることができる。また、ポーズ画面で「おわる」を選択して、そこに映っているパスワードを入力すれば、前回終了した時の状態からスタートできる。こうしたパスワード以外に、特定の文字のみで入力すると、あるステージからスタートできる。代表的なものとして「すきすきすきすきすき すきすきすきすきやき」があり、これを入力するとひんたぼ島から開始できるが、クリアに必要なハンググライダーの資格を持っていないためクリアすることができない。また厳密にはパスワードではないが、ゲームを起動してから累計でAボタンを約3万回程度押すことで、ゲームクリア直前の状態から開始できる。

## ストーリー
どこにでもいるごく普通のサラリーマンである男は、仕事を終わればパチンコをしたり、酒を飲んだりと好き勝手に楽しんでいた。ある日、常連のスナックでいつものように酒を飲んで、カラオケを歌っていると、ヤクザが絡んできたので追い払った。すると、怪しい老人が現れて宝の地図を男に渡す。ふとしたことから宝探しの情報を得た主人公。本格的な宝探しに行くためには、まず身の周りのしがらみを取り払い、周到な準備をする必要があると思い立つ。まず勤め先の会社を辞め、妻と離婚する。そしてあらゆる資格を取得し、遠い南の国へ。さらに主人公はハンググライダーで空を飛び、未開の島へとたどり着く。原住民や危険な地形を乗り越えて、冒険の末、男はついに宝を発見するのだった。

### 舞台

#### 日本・クレイジーシティ
極東興業
主人公が勤める会社。へそくりがある。
カルチャークラブB.G
あらゆる資格が取得できる。
パチンコ玉玉デル
パチンコができる。「パ」の文字が傾いており、「玉」の文字が他の文字より大きく書かれている。
トラベル玉川
旅券を販売している。「ベ」の文字を押しのけて「ブ」の文字が挿入されている。
映画館
つまらない映画「やくざ対やくざ」を上演している。特定の席に座るとお金を落としてしまう。
カラオケスナック「あぜ道」
酒を飲んだり、カラオケができる。
バーバー小森
理髪店。カットを頼むと店員の手元が狂ってダメージを受ける。画面上部の場所表示部分に「ばばーこもり」と表示される。
自宅
主人公の自宅。妻と子供がいる。
東興銀行
預金を引き出すことができる。
新成田国際空港

#### 南太平洋
BANK
お金を預けたり、両替したりすることができる。ただし預けた金を引き出すことはできない。また、「かねをだせ」というセリフを選択した場合、強盗だと思われ攻撃される。へそくりがある。
MIYAGE
土産物を買うことができる。
EQUIPMENT
装備を買うことができる。
RESORT CENTER
ハンググライダーや気球、セスナ、船に乗ったりスキューバダイビングをすることができる。
リョンガ島・メロネン島・タンヒョー島・チョバリン島
ハンググライダーなどでの飛行時に登場する島々。島の名は攻略本に掲載されたものでゲーム本編では登場しない。
赤い国
ハンググライダーなどでの飛行時、4つ目の島の先にある国。赤を基調とした旗や最高指導者らしき人物の肖像画が大きく掲げられており、領空に接近すると戦闘機の迎撃を受ける。たどり着いても陸地に着陸することは不可能であり、山に衝突して必ずゲームオーバーになる。
土人の家
原住民の住処。
隠れ家
残留日本兵の住処。
洞窟
宝が隠されている場所。

### ひんたぼ語
このゲームには、「ひんたぼ語」という独自の言語が登場する。ひんたぼ語とは、このゲームに登場するひんたぼ島の住民が操る言語で、例えば「あ→い」「そ→た」というように日本語の仮名を一文字ずつずらすというように、シーザー暗号をかけたような言語である。ただし、濁点および半濁点も一文字と数え、数字についても1ずつずらす。また「ん」以降は「ん→っ→ゃ→ゅ→ょ→?→゛→゜→×→ー→あ」の順になる。「ぁぃぅぇぉ」「ゎ」「ゐゑ」はゲーム中に文字が存在しない。インターネット上に存在するひんたぼ語変換ツールでは便宜上変換しないように処理されている。
```
例1：たけしのちょうせんし゛ょう → ちこすはつ？えそっす゜？え
例2：ひんたほ゛こ゛ → ふっちま゜さ゜
例3：ひゃっかし゛てん → ふゅゃきす゜とっ
例4：うぃきへ゜て゛ぃあ → えぃくほ×と゜ぃい
```

例4は仕様により、「ぃ」が変換しないようになっている。
カルチャーセンターでひんたぼ語を習ってからひんたぼ島に行くと普通の日本語で表示されるため、上記の文章は登場しない。

## 移植版
| No. | タイトル                      | 発売日        | 対応機種    | 開発元             | 発売元   | メディア                              | 型式 | 備考 |
| --- | ----------------------------- | ------------- | ----------- | ------------------ | -------- | ------------------------------------- | ---- | ---- |
| 1   | たけしの挑戦状                | 2009年3月31日 | Wii         | タイトー セタ ノバ | タイトー | ダウンロード （バーチャルコンソール） | -    |      |
| 2   | TAITO CLASSICS たけしの挑戦状 | 2017年8月15日 | iOS Android | タイトー セタ ノバ | タイトー | ダウンロード                          | -    |      |

2009年3月31日よりWiiのバーチャルコンソールで配信されていた（2019年1月をもってWiiショッピングチャンネルのサービス自体が終了したことに伴い、現在は入手不可）。バーチャルコンソールにおいて実在タレントをモデルにしたタレントゲームを、タレント本人または芸能事務所より許諾を得たうえで配信するのは本作が初である。
2017年8月15日よりTAITO CLASSICSの2作目ソフトとしてiOS並びにAndroidにて配信開始。TAITO CLASSICS版は、こんてにゅうやで課金により難易度変更が可能となっており、ファミコン版とバーチャルコンソール版より難易度が異様に高い「はーどもーど」と、主人公がダメージを受けなくなり、かつファミコン版とバーチャルコンソール版より難易度を下げた「むてきもーど」を選択できる。
TAITO CLASSICS版は、画面が16:9対応となっている他（例として、ゲームオーバーの画面における花輪が4:3対応のファミコン版並びにバーチャルコンソール版は4本に対し、TAITO CLASSICS版は8本に増加している。ただし、一部シーンは4:3のままであるためサイドカットとなる）、ファミコン版とバーチャルコンソール版に新ステージ「あめりか」などの新要素が加えられており、タイトーのサウンドチームであるZUNTATAによるゲームミュージックの新曲が追加されている。TAITO CLASSICS版は「ひんたぼ語検定」がある。
バーチャルコンソール版並びにTAITO CLASSICS版は、「どじんのいえ」から「げんちのいえ」に表記が変更されている。ただし、住民の外観を始めとするグラフィックに変更は無い。また飛行機が爆発する際のメッセージで「てろか?」の部分は「じけんか?」に差し替えられている。
コピーライト表記は、バーチャルコンソール版が「©TAITO CORP. / ビートたけし 1986,2009」、TAITO CLASSICS版が「©TAITO CORP. / ビートたけし 1986,2017」となっている。

## 広告
キャッチコピーは「謎を解けるか。一億人。」でソフトのパッケージ表面には「常識があぶない。」（販促用のポスターでは「あぶない」の「あ」の字が鏡文字になっている）と称し、裏面ではたけし本人が「今までのゲームと同じレベルで考えるとクリアーできない」とコメントしている。広告には「成功確率 無限大数分の1」と書かれていた。
CMは、たけしが『雨の新開地』を歌うシーンと、たけしがIIコンのマイクに向かって「出ろ!!!」と言い、宝の地図が出てくるシーンの2パターンがあり、どちらのCMもゲーム攻略のささやかなヒントになっていた。
しかし、本作の発売前日の1986年12月9日に、たけし本人とたけし軍団の一部メンバーが講談社の『FRIDAY』編集部に殴り込みを行うという事件が起きた（フライデー襲撃事件）。このため、たけしらは半年間芸能活動を自粛することになったが、本作は予定通り発売された。テレビCMは放映中止となったが、雑誌の攻略記事や広告は引き続き掲載された。
2017年のエイプリルフールにおいて、タイトーは2017年8月に配信を開始したTAITO CLASSICS版の宣伝を兼ねて『たけしの挑戦状VR』を発売するというジョークを流した。VRの略は、Virtual Reality（仮想現実）の略ではなく、VIP Realityの略である。ジョークの内容は、ファミコン版の内容がリアルに体験できるというものである。

## 企画開発

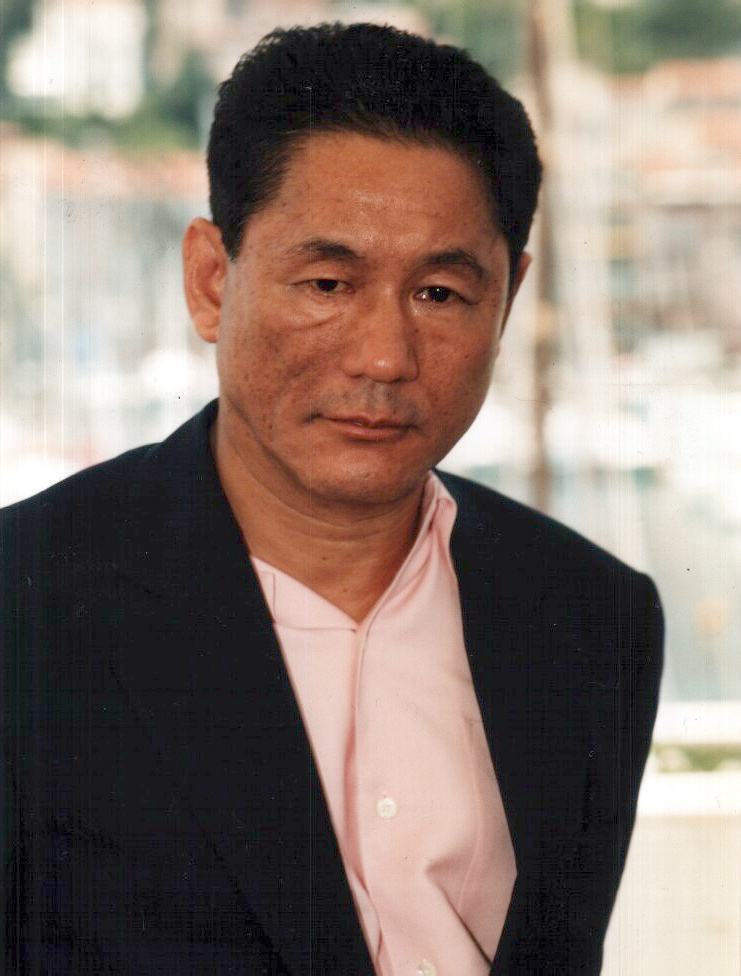
監修を行ったビートたけし。（2000年）

### 企画
経緯としては、まずタイトー側がたけしを題材としたタレントゲームを企画し、『オレたちひょうきん族』（1981年 - 1989年）のキャラクターを生かした横スクロール型シューティングゲームを予定し、たけし側の了承を得るために企画案を持ち込んだところ、たけしから「作りたいゲームがある」と逆提案されたとされる。
タイトー広報も、当時コンピュータゲームに興味を持っていたたけし側から企画が持ち込まれたことが発端として、この逆提案に言及している。当時タイトーのファミコン営業担当で、本作の販売業務に関与した中村栄の回想でも、持ち込んだ企画に納得せず逆提案で話が進んでいったという（後述）。
また、外部発表では『痛快なりゆき番組 風雲!たけし城』（1986年 - 1989年）のゲーム化作品とされており、ゲーム雑誌にも『（仮称）風雲!たけし城』と記載されていた。
たけしの証言
制作中のたけしの関与については、たけしが飲み屋で酔っ払った勢いで言った内容がそのままゲーム化されたもの、などとマスメディアなどでは解説される。
たけし本人の回想は、テレビ番組『ビートたけしのこんなはずでは!!』（2003年 - 2004年）2003年7月12日放送回で、「太田プロの近くの喫茶店で一時間話しただけのゲームだぜ」などといい加減な企画だったことを語り「どうも失礼致しました」などと述べている。
また、2016年4月24日に放送された『ビートたけしのいかがなもの会』においても、有野晋哉の「酔っ払った勢いで言った内容がそのままゲーム化されたというのは本当か」という質問に対して、たけしは「全部本当のこと」と述べる一方で「（打ち合わせ当時の）詳細を全く覚えていない」とも語っている。
たけし以外の証言
他方で、ゲーム会社側やたけし軍団メンバーの証言はたけしの証言とはニュアンスが異なり、たけしはゲームの内容に積極的に発言しており、何度も打ち合わせを重ねたという。最初の打ち合わせは、たけしが経営していた居酒屋『北の屋』で行われた。最初の打ち合わせには、たけしの他、タイトーの課長、タイトーの中村栄、セタの富士本淳、セタから開発を請け負ったノバのディレクターの福津浩、放送作家の高田文夫やたけし軍団のメンバーも同席。
中村栄の回想では、最初の打ち合わせの際、タイトー側が持ち込んだシューティングゲームの企画案に対して、たけしは「この企画じゃないとダメなのか？」と切り出し、その後自分のアイデアを次々に伝えてきたという。たけしが出すアイデアに高田や軍団メンバーが茶々を入れ、開発側の福津も悪乗りしてアイデアを出していたが、タイトーの中村は全く口を出さなかったという。
福津浩によれば、当時たけしが「ゲームにハマっていた」ということもあり、「たけしが作ったゲームだが、たけしが出てこない」などと、構想を熱く語っていたという。
当時たけし軍団のメンバーであったキドカラー大道の回想では、たけしはグレート義太夫の影響で『ポートピア連続殺人事件』をプレイしていた影響で、ゲームの作成に関するアイデアをメモしていたという。
開発会社のノバのメインプログラマーだった森永英一郎も「ビートたけしと新宿の有名ホテルの最上階で何度も頭を突き合わせて作りました。大学ノート一杯にかかれた彼のアイディアはとても印象的でした」と自身のサイトで語っている。

### 開発
開発初期の段階で「主人公のサラリーマンが社長を殴って会社を辞め、南の島に行く」というストーリーをたけしは固めていた。たけしは「何があって、そこで何をやるか」を断片的に提示し、福津はたけしの出すアイデアを統合するためには街を作る必要があると考えゲームデザインを行った。
たけしは「高橋名人にギャフンと言わせるゲーム」を作るとしていたが、「こんなに難しくしたらゲームバランスが崩壊する」「ここまで難しいと誰も喜ばないですよ」と忠告はしたもののたけしはそれを受け入れなかったという。
通常、このようなタレント名義のタレントゲームの企画は、タレント側が名義を貸すだけで打ち合わせなど一回も行われないことも珍しくないが、たけしが参加した打ち合わせは3回行われている。最初の北の屋での打ち合わせ以降のたけしと開発側の打ち合わせは、セタの富士本淳が契約していたヒルトン東京のセミスイートルームで行われた。ただしたけしは多忙であり、「休みグセ」もあったことで予定されていた打ち合わせに来ないこともしばしばあった。
ハードウェアの制約や子供向けのテレビゲームには向かないという理由で、不採用になったり当初の意図より無難に改変されたりしたものが多数あったものの、「とにかくビートたけしさんが言っているのだから」と許す限りのアイデアを片っ端から盛り込んだ。このためロム容量が足りず、開発後期になると数バイト程度しかロム容量の余りがないという状況となり、実装するものしないものの取捨選択を迫られた。この結果、仕上がったゲームは規格外のものとなった。
発売後に福津は「とんでもないゲームを作ってしまった」と、悪い意味で感じていたという。開発陣としては、このまま発売してしまってはまずいことになるとの自覚もあったが、引くに引けない所に来ていた。

## 評価
『ファミリーコンピュータMagazine』の読者投票による「ゲーム通信簿」での評価は以下の通りとなっており、15.97点（満30点）となっている。また、同雑誌1991年5月10日号特別付録の「ファミコンロムカセット オールカタログ」では「ビートたけし作の超難解AVG」、「現代社会を風刺したAVG。パチンコ、カラオケ等ゲーム的にはバラエティーに富んでいるものの、奇想天外というより”突拍子も無いゲーム”」であると紹介されている。
| 項目 | キャラクタ | 音楽 | お買得度 | 操作性 | 熱中度 | オリジナリティ | 総合  |
| 得点 | 2.76       | 2.44 | 2.34     | 2.64   | 2.62   | 3.17           | 15.97 |

パッケージどおりのとても常識では考えられないような仕様や謎解きなど不条理ともいえる内容が多く、雑誌『ファミコン通信』でのクソゲーランキングでも1位を獲得しており、雑誌『ゲーム批評』やクソゲーを取り上げた書籍などでクソゲーの代表格とされることが多い。

### 反響
本作はクソゲーの評価の一方で、売上はおよそ80万本と当時のヒット作である『ドラゴンクエスト』並の売り上げを記録した。また、結果として印象深い作品ともなり、2007年の東京ゲームショウの「レトロゲーム・アワード2007」では「ゲーム秘宝館・殿堂入りゲーム」となる。ゲーム内の不条理さは上記にあるようにビートたけしの意向「高橋名人のようなゲームをある程度熟知した人でも攻略が難しくなるような高難度」を実現するために意図的に組み込まれたものであり、2000年代になってからは「北野映画に通じるところがある」「早すぎた『グランド・セフト・オート』」など、ゲーム内容を再評価する声もある。フランスのメディアからは、ゲーム中の画面の背景が青色なのは、北野映画の『キタノブルー』ではないかという質問が行われたことがある。ただし、これは単に容量を削るためのものである。
- たけしのネームバリューから当時の子供にも人気があり、『わんぱっくコミック』（徳間書店）でコミカライズされたり、『ファミコンロッキー』（1985年 - 1987年）で対決テーマのソフトに選ばれたりしたこともあった（単行本未収録）。
- 初代Xboxを発売する際、日本向けローンチソフトとして『たけしの挑戦状2』を発売したいというオファーがマイクロソフト側からタイトーに寄せられた。たけしも乗り気であったが、タイトーの社内事情によって同作をふくむタイトーのプロジェクトはすべて白紙となってしまった。代わってハドソンがライセンスを受けて開発を行うという話が進んだものの、たけしが中止の意向を述べたために開発には至らなかった[17]。打ち合わせでたけしは、「とにかく“逃げる”んだ。街中を逃げる。自分のあらゆる能力を使って逃げるゲームを作りたい」「太陽の光が入ってくる角度を三角関数で解き明かす」「ゴミ集積所に隠れているところに収集車が来てゴミ袋を持っていってしまい、隠れるところがなくなったみたいなシーンを入れたい」などの希望を語っていたという[17]。
- たけしは2009年に発売した自著『漫才』の中で、相方であるビートきよしが「攻略法を教えてくれ」と電話してきたことを明かしている。
- 発売から30年経った2016年12月7日に開催された『龍が如く6 命の詩。』（セガゲームス）の完成披露会でたけしは、「子供が泣き出して親がクレームつけて、社会問題になった」「クレームは相当来た」と明かしている[22][23]。
- たけしと同じく『龍が如く6 命の詩。』に出演した宮迫博之と『龍が如く』シリーズの総合監督である名越稔洋もこのゲームソフトでプレイしていたことを明かした。名越は「最後まで意地でやったが、つらかった」と語っている[22][23]。

## 関連商品
- 『たけしの挑戦状 ファミコンゲーム虎の巻』（太田出版） ISBN 4900416177 1986年12月発売
  - 実質的な著者はディレクターの福津浩であり、難解なゲームを作ってしまった「罪滅ぼしのつもり」で書いたものだと述べている。しかし、重要なヒントをぼかして書いたため、出版元の太田出版には、「読んでも解けない」との苦情電話が、問い合わせのものと合わせて一日400件も殺到したという[2][21]。電話対応に追われ辟易した当時の編集者は、「担当者は死にました」と虚偽の回答までしていたという[21][12]。
- 『たけしの挑戦状 ファミコンゲーム虎の巻II 完全解決版』（太田出版） ISBN 4900416193 1987年3月発売
  - 1冊目がほとんど攻略本として役に立たなかったことから「攻略本の攻略本」として2冊目が出版される[5][24]。こちらも実質的な著者は福津浩。この本の後書きで、たけしが「これで解けないからといって、間違っても傘と消火器を持って太田出版に殴りこまないように」と自らが起こしたフライデー襲撃事件をネタにしたコメントを書いている。なお、2冊目発行当時、たけしは既に謹慎中でメディアから姿を消していた時期だった。
- 2017年9月26日には、発売から31年にして初の公式グッズが発売された[10]。

## 関連作品

### 舞台
劇団東京ミルクホールは2012年に当ソフトにちなんだ『たけしの挑戦状』という公演を行った。ポスターは当ソフトのパッケージがモチーフとなっている。
またヨーロッパ企画は、2020年4月に演出：上田誠、主演：西野亮廣（キングコング）により「たけしの挑戦状 ビヨンド」のタイトルで上演を予定していたが、新型コロナウイルス感染症（COVID-19）流行の影響で全公演中止となった。

### TV番組
『ゲームセンターCX』のパーソナリティである有野晋哉がゲームにチャレンジする企画「有野の挑戦」は、本作のタイトルが元となっている。また2003年11月4日の初回放送時に最初に攻略対象となったのが本作である。有野はこのゲームソフトに初回放送時と2009年4月14日の生放送スペシャルの2度挑戦し、いずれもクリアしている。また同番組のゲーム化作品のタイトルも『ゲームセンターCX 有野の挑戦状』ならびに『ゲームセンターCX 有野の挑戦状2』となっている。このソフトのエンディングから長時間待つと、有野が当ソフトにちなんだセリフを言ってくれるなどの特典がある。また『ゲームセンターCX』の関連書籍は、当ソフトの攻略本の出版を行った太田出版から発売されている。